# つきじ入船
株式会社 つきじ入船（つきじ・いりふね）は、東京都中央区の食品メーカーである。
1950年魚介類の練り物品と、料理用菓子製造メーカー「株式会社入船」の社名で設立。1993年に現社名。

## 主な商品
- 伊達巻
- 蒲鉾
- 錦玉子
- 調理すり身
- 厚焼き玉子
- 栗きんとん
- 豆きんとん
- 羊かん
- おでん

## コマーシャル
池波志乃をイメージキャラクターに起用したCMが放送されている。
神田伯山（6代目）（2021年） 